# Харківка (Актогайський район)
Ха́рківка (каз. Харьковка) — село у складі Актогайського району Павлодарської області Казахстану. Входить до складу Актогайського сільського округу.
Населення — 425 осіб (2021; 526 у 2009, 707 у 1999, 1057 у 1989).
Національний склад станом на 1989 рік:
- казахи — 30 %;
- росіяни — 28 %;
- українці — 20 %.